# Lisbeth Gajhede
Lisbeth Gajhede (født 23. april 1954 i København) er en dansk skuespillerinde, som er uddannet fra Odense Teater. På tv har hun haft roller i serierne Bryggeren, Pas på mor og julekalenderen Brødrene Mortensens Jul. På scenen har hun bl.a. medvirket i stykkerne Søndag på Amager, Tribadernes nat, Mutter Courage, Den stundesløse, Blodbrødre, Vildanden og Macbeth.

## Filmografi
- Charly & Steffen – 1979
- Farlig leg – 1990
- Kun en pige – 1995
- En loppe kan også gø – 1996
- Brødrene Mortensens Jul – 1998+2002
- Den eneste ene – 1999